# Fuga para o Egito (Reni)
A Fuga para o Egito é uma pintura a óleo sobre tela de 1622 de Guido Reni na Igreja de Girolamini, Nápoles.
Outras versões da obra de Reni também sobreviveram. A obra de Nápoles estava originalmente na coleção Colonna em Roma, mas agora está em uma coleção privada inglesa e é mencionado pelo biógrafo Carlo Cesare Malvasia.

## Temática
Fuga para o Egito retrata a viagem bíblica do recém-nascido Jesus Cristo, juntamente com a Virgem Maria, sua mãe, e São José, conforme descrito no Evangelho de Mateus (Mateus 2:13–23). O Evangelho descreve a fuga da Sagrada Família como resultado de uma visão de um anjo, que disse a José para trazê-los para o Egito, já que o Rei Herodes, o Grande viria para matar o menino Jesus (Mateus 2:13}). Segundo os relatos bíblicos, o Rei Herodes mandou matar as crianças que teriam aproximadamente a idade do Menino Jesus em um episódio conhecido como Massacre dos Inocentes. O  evangelista Mateus afirma que a Sagrada Família permaneceu no Egito até a morte do Rei Herodes quando então voltaram para a Galileia e se estabeleceram em Nazaré.